# Ion Marinescu
Ion Marinescu (* 11. Juni 1928 in Rădești, Stâlpeni, Kreis Argeș) ist ein ehemaliger rumänischer Politiker der Rumänischen Kommunistischen Partei PMR (Partidul Muncitoresc Român) und ab 1965 PCR (Partidul Comunist Român).

## Leben
Ion Marinescu wurde im Januar 1946 Mitglied der damaligen Rumänischen Kommunistischen Partei PCR (Partidul Comunist din România) und schloss 1954 ein Studium im Fach Metallurgie am Polytechnischen Institut in Kiew als Ingenieur ab. Im Anschluss war er zwischen 1954 und Februar 1955 Meister und Chef des Siemens-Martin-Ofen sowie dort von Februar 1955 bis Februar 1956 Leitender Dispatcher-Ingenieur der Technischen Direktion des Stahlkombinat Hunedoara (Combinatul Siderurgic Hunedoara). Danach war er zwischen Februar und Juni 1956 kurzzeitig Chef der Wirtschaftssektion des Parteikomitees von Hunedoara und wurde im Juni 1956 stellvertretender Chef der Wirtschaftskommission des Parteikomitees im Kreis Hunedoara. Danach wurde er am 1. August 1960 zunächst Vize-Minister für Schwerindustrie sowie am 31. Oktober 1963 im Kabinett Maurer I Nachfolger von Constantin Tuzu als Minister für Metallurgie (Ministrul Industriei Metalurgice). Dieses Ministeramt bekleidete er auch im Kabinett Maurer II, Kabinett Maurer III sowie Kabinett Maurer IV bis zum 13. März 1969.
Auf dem Neunten Parteitag der PCR (19. bis 24. Juli 1965) wurde er zudem Kandidat des ZK der PCR und behielt diese Funktion bis August 1969.